# Stora torget, Motala
Stora torget är ett torg i centrala Motala. Det ligger mellan Stadshotellet, Baltzarhuset och två gallerior. I övre delen av torget står en staty av stadens grundare Baltzar von Platen.